# Herreid
Herreid és una població dels Estats Units a l'estat de Dakota del Sud. Segons el cens del 2000 tenia 482 habitants.

## Demografia
Segons el cens del 2000, Herreid tenia 482 habitants, 207 habitatges, i 137 famílies. La densitat de població era de 137,9 habitants per km².
Dels 207 habitatges en un 26,6% hi vivien nens de menys de 18 anys, en un 61,4% hi vivien parelles casades, en un 2,9% dones solteres, i en un 33,8% no eren unitats familiars. En el 32,9% dels habitatges hi vivien persones soles el 19,3% de les quals corresponia a persones de 65 anys o més que vivien soles. El nombre mitjà de persones vivint en cada habitatge era de 2,33 i el nombre mitjà de persones que vivien en cada família era de 2,99.
Per edats la població es repartia de la següent manera: un 25,5% tenia menys de 18 anys, un 2,5% entre 18 i 24, un 25,9% entre 25 i 44, un 20,1% de 45 a 60 i un 25,9% 65 anys o més.
L'edat mediana era de 42 anys. Per cada 100 dones de 18 o més anys hi havia 99,4 homes.
La renda mediana per habitatge era de 29.444 $ i la renda mediana per família de 40.000 $. Els homes tenien una renda mediana de 25.556 $ mentre que les dones 16.375 $. La renda per capita de la població era de 15.287 $. Entorn del 8,5% de les famílies i el 9,2% de la població estaven per davall del llindar de pobresa.

## Poblacions més properes
El següent diagrama mostra les poblacions més properes.